# Ржевка (приток Немонина)
Ржевка — река на территории России, протекает по Полесскому и Славскому районам Калининградской области.

## Гидрография и гидрология
Общая протяжённость реки 17 км, площадь бассейна Ржевки составляет 740 км². Она судоходна на протяжении 21 км от устья.
Ржевка берёт своё начало на слиянии рек Злой и Прямой и впадает слева в реку Немонин в 8 км от её устья. Средняя ширина реки 50 метров, глубина — 1,5 — 2 метра. Протекает по болотистым местам, извилиста и изобилует множеством ям, чередующихся с перекатами.

## Ихтиофауна
На Ржевке основной объект ловли рыбы — щука.

## Притоки
- В 13 км от устья, по левому берегу реки Ржевка впадает река Луговая.
- В 17 км от устья, по левому берегу реки Ржевка впадает река Старая Оса.
- по правому берегу реки Ржевка впадает река Роговая
- по правому берегу реки Ржевка впадает река Злая.
- по левому берегу реки Ржевка впадают реки Старая и Прямая

## Данные водного реестра
По данным государственного водного реестра России относится к Балтийскому бассейновому округу, водохозяйственный участок реки — реки бассейна Балтийского моря в Калининградской области без рек Неман и Преголя. Относится к речному бассейну реки Неман и рекам бассейна Балтийского моря (российская часть в Калининградской области).
Код объекта в государственном водном реестре — 01010000312104300009704. 